# Vieux cimetière juif de Phalsbourg
Le vieux cimetière juif de Phalsbourg est un cimetière juif situé à Phalsbourg dans le département de la Moselle en région Grand Est.

## Histoire
Environ 400 pierres tombales sont encore conservées dans le cimetière. 
Le vieux cimetière est inscrit au titre des monuments historiques par arrêté du 27 février 1996.